# Manuel Marques (voetballer)
Manuel Soares Marques (Lissabon, 8 augustus 1917 – 20 februari 1987) was een Portugees voetballer.
Hij speelde als middenvelder voor Sporting Lissabon van 1935 tot 1951 en maakte 4 doelpunten in 219 wedstrijden. Op 13 maart 1945 maakte hij zijn debuut voor het Portugese elftal. Hij speelde in het totaal twee wedstrijden voor het nationale elftal en scoorde daarbij niet.